# Villers-devant-Raucourt
Pour les articles homonymes, voir Dancourt.
Villers-devant-Raucourt ou Villers est un village et une localité de Maisoncelle-et-Villers et une ancienne commune française, située dans le département des Ardennes en région Grand Est.

## Géographie
La commune était située entre les bans communaux de Raucourt (devenu Raucourt-et-Flaba), Stonne, Artaise-le-Vivier, Maisoncelle, Haraucourt, et, par un angle entre ces deux dernières communes de Bulson.
Elle ne comptait qu'un petit village, avec un château, et, à l'écart, une maison forte : La Raminoise.

## Histoire
Important au Moyen Âge, le village était plus tard à l'époque moderne peu peuplé et ne comptait, maison forte comprise, que 12 feux en 1673 et en 1753. La communauté villageoise dépendait de la généralité de Châlons et de l'élection de Reims ,.
Aux États généraux de 1789, sa représentation était :
- Pour le clergé : « M. B.-P. Lenoir, curé de Villers-devant-Raucourt et Maisoncelles [représenté] par M. Goffart, curé d'Ormes »
- Pour la noblesse : « Dame Catherinne-Nicolle de Gruthus, veuve de M. Charles de Gentil, seigneur du Vivier, Artaise, Villers-devant-Raucourt, Demoiselles Charlotte-Françoise de Gruthus de Sauvoy et Louise-Agnès de Gruthus de St-Cidoux, toutes les trois dames de La Ramoise, Villers-devant-Raucourt et autres lieux, […] »

En 1793, la commune est rattachée au canton de Chémery ; en 1801, à celui de Raucourt.
Elle fusionne en 1828 avec la commune de Maisoncelle, pour former la nouvelle commune de Maisoncelle-et-Villers. L'ancienne commune devient un hameau de la nouvelle commune.

## Administration
| Période                                  | Période | Identité | Étiquette | Qualité |
| ---------------------------------------- | ------- | -------- | --------- | ------- |
| Les données manquantes sont à compléter. |         |          |           |         |
|                                          |         |          |           |         |

## Démographie
| 1793 | 1800 | 1806 | 1821 |
| ---- | ---- | ---- | ---- |
| 45   | 48   | 53   | 48   |

Histogramme

(élaboration graphique par Wikipédia)